# Antonio Cupo
Antonio Cupo (ur. 10 stycznia 1978 w Vancouverze, w prowincji Kolumbia Brytyjska) – kanadyjski aktor telewizyjny i filmowy oraz piosenkarz włoskiego pochodzenia.

## Życiorys
Urodził się jako najmłodszy z troga dzieci (ma starszego brata Sabato i starszą siostrę Carmelinę) w rodzinie włoskich emigrantów, którzy przybyli do Kanady w roku 1968. Jego ojciec Manlio, jest z Palomonte, małego miasteczka w regionie Kampania, w prowincji Salerno, południowo-zachodnich Włoszech, a jego matka Lucia od Barletta, w prowincji Bari.
Ukończył studia na wydziale literatury angielskiej z naciskiem na teatr na Uniwersytecie Kolumbii Brytyjskiej. Zanim został aktorem, był wokalistą rockowego zespołu „Hybrid Cartel” oraz laureatem kilku konkursów krajowych pisania piosenek w Kanadzie.
Spotykał się z włoską modelką Margareth Madè (2010).

## Filmografia

### Filmy fabularne
- 2003: Lizzie McGuire (The Lizzie McGuire Movie) jako Model #2
- 2005: Przerwana podróż (Hollywood Flies) jako Luca
- 2008: Elegia jako Młodzieniec
- 2009: Barbarossa: Klątwa przepowiedni jako Alberto dell'Orto
- 2012: American Mary jako Billy Barker
- 2012: Bitwa pod Wiedniem (11 settembre 1683) jako Karol V Leopold
- 2014: Anita B. jako Aron
- 2018: Mroczny sekret niani jako Brian; film TV

### Seriale TV
- 2000: Rekiny i płotki (Beggars and Choosers) jako Marco
- 2000: To niesamowite (So Weird) jako Gitarzysta
- 2000: Nieśmiertelny (The Immortal) jako młody Rafe
- 2001: Cień anioła (Dark Angel) jako mężczyzna X5 / Valet
- 2001: Andromeda jako porucznik Gadell
- 2002: Wybrańcy obcych (Taken) jako gitarzysta Tony
- 2004: Słowo na L (The L Word) jako Beck Bishop
- 2005: Elisa z Rivombrosy (Elisa di Rivombrosa) jako Christian Grey
- 2012: Bomb Girls jako Marco Moretti
- 2012: Nie z tego świata (Supernatural) jako Whitman Van Ness
- 2013: Detektyw Murdoch (Murdoch Mysteries) jako Carl Rodriguez